# Solre-le-Château
Solre-le-Château ist eine französische Kleinstadt mit 1790 Einwohnern (Stand 1. Januar 2022) im Département Nord in der Region Hauts-de-France. Sie gehört zum Arrondissement Avesnes-sur-Helpe und zum Kanton Fourmies.

## Lage
Die Stadt Solre-le-Château liegt am Oberlauf der Solre im Regionalen Naturpark Avesnois an der Grenze zu Belgien, 13 Kilometer südöstlich von Maubeuge. Nachbargemeinden von Solre-le-Château sind Eccles im Norden, Bérelles und Hestrud im Nordosten, Sivry-Rance (Belgien) im Osten, Clairfayts im Südosten, Felleries im Süden, Sars-Poteries im Südwesten, Lez-Fontaine im Westen und Solrinnes im Nordwesten.

## Bevölkerungsentwicklung
| Jahr      | 1962 | 1968 | 1975 | 1982 | 1990 | 1999 | 2009 | 2021 |
| Einwohner | 2095 | 2050 | 2142 | 2153 | 1951 | 1861 | 1793 | 1776 |

## Sehenswürdigkeiten
- Kirche St. Peter und Paul (16. Jahrhundert, Monument historique)
- Rathaus (Monument historique, 1574)

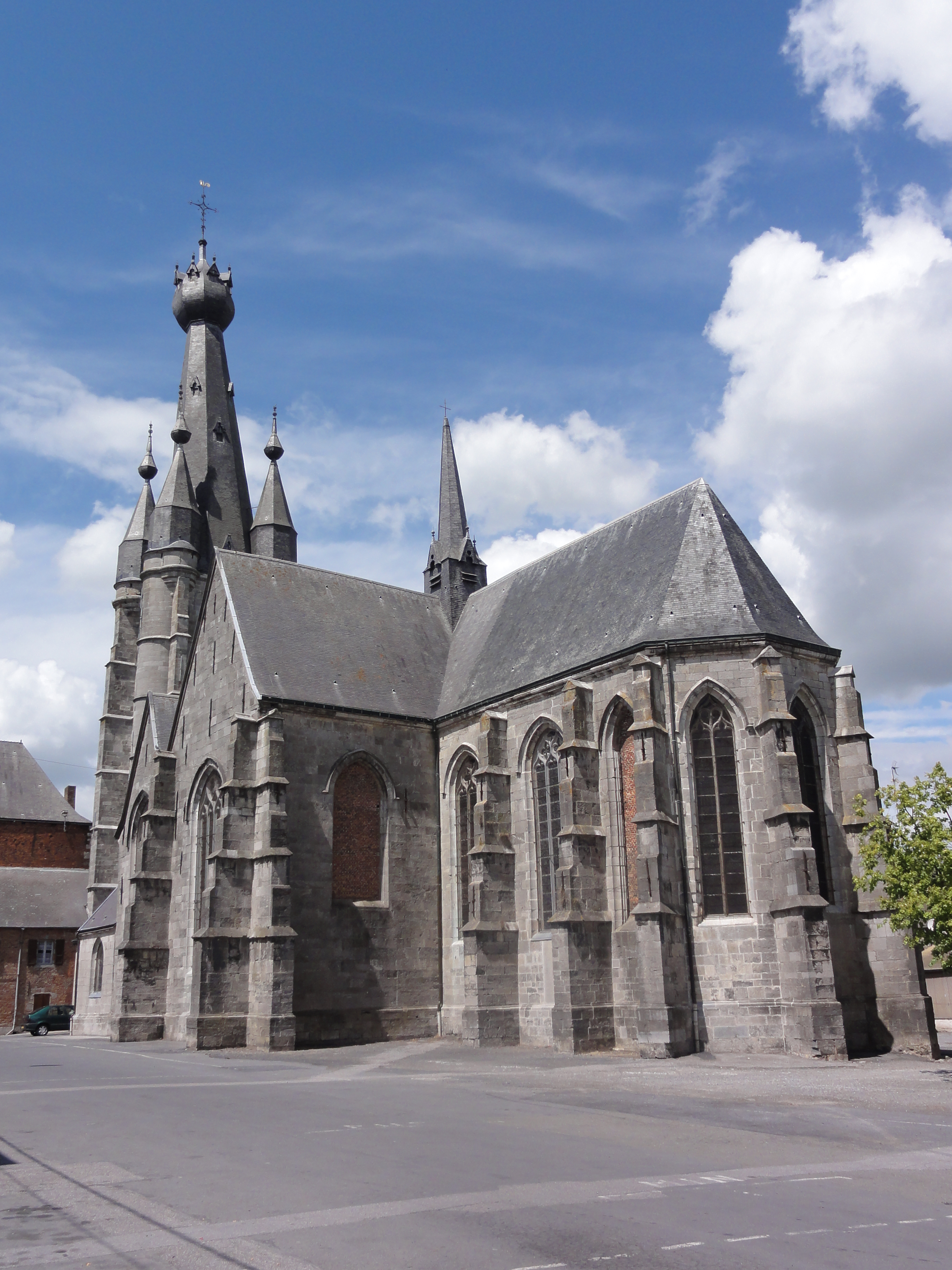
Kirche St. Peter und Paul
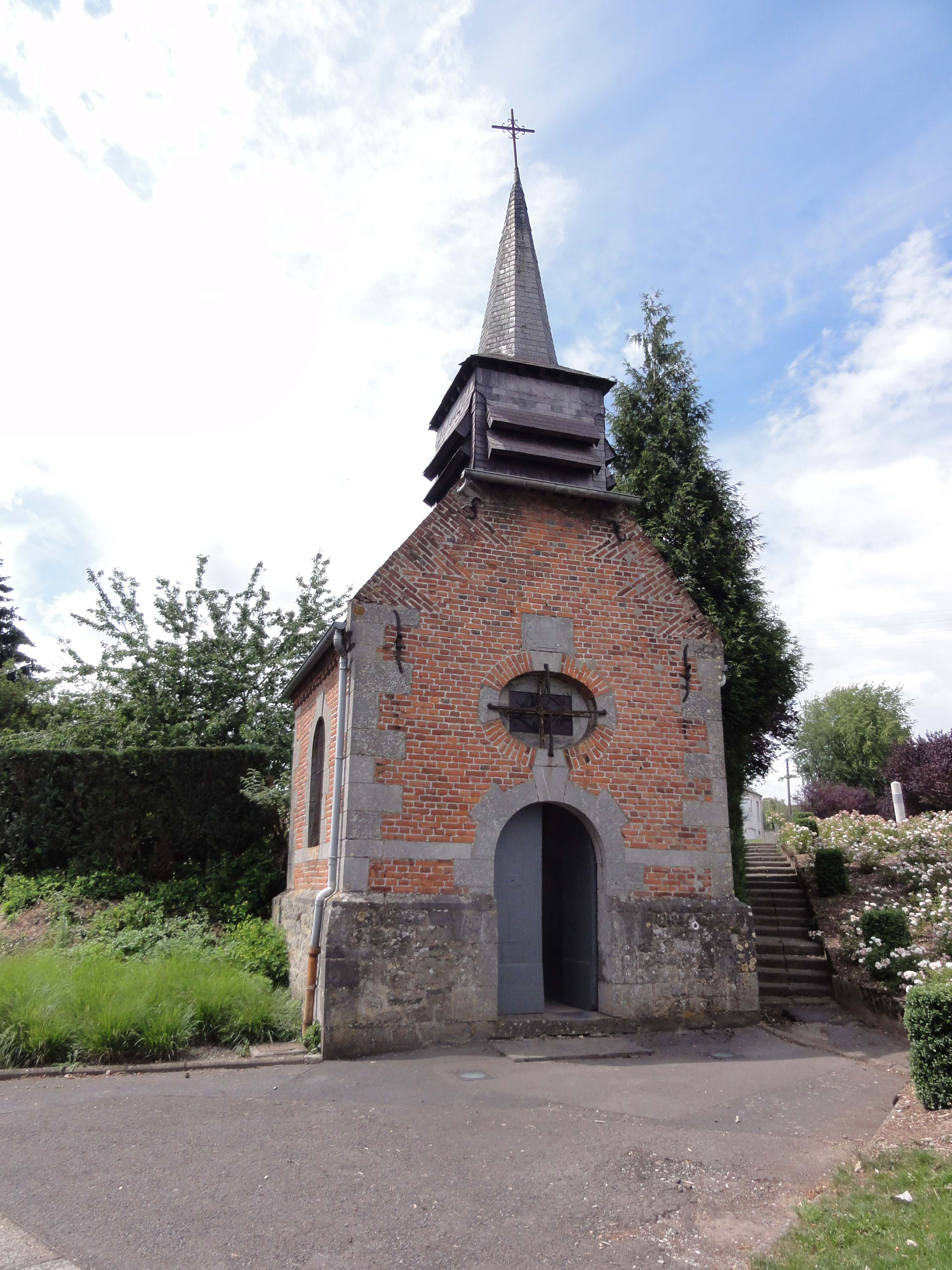
Kapelle Notre-Dame de Walcourt
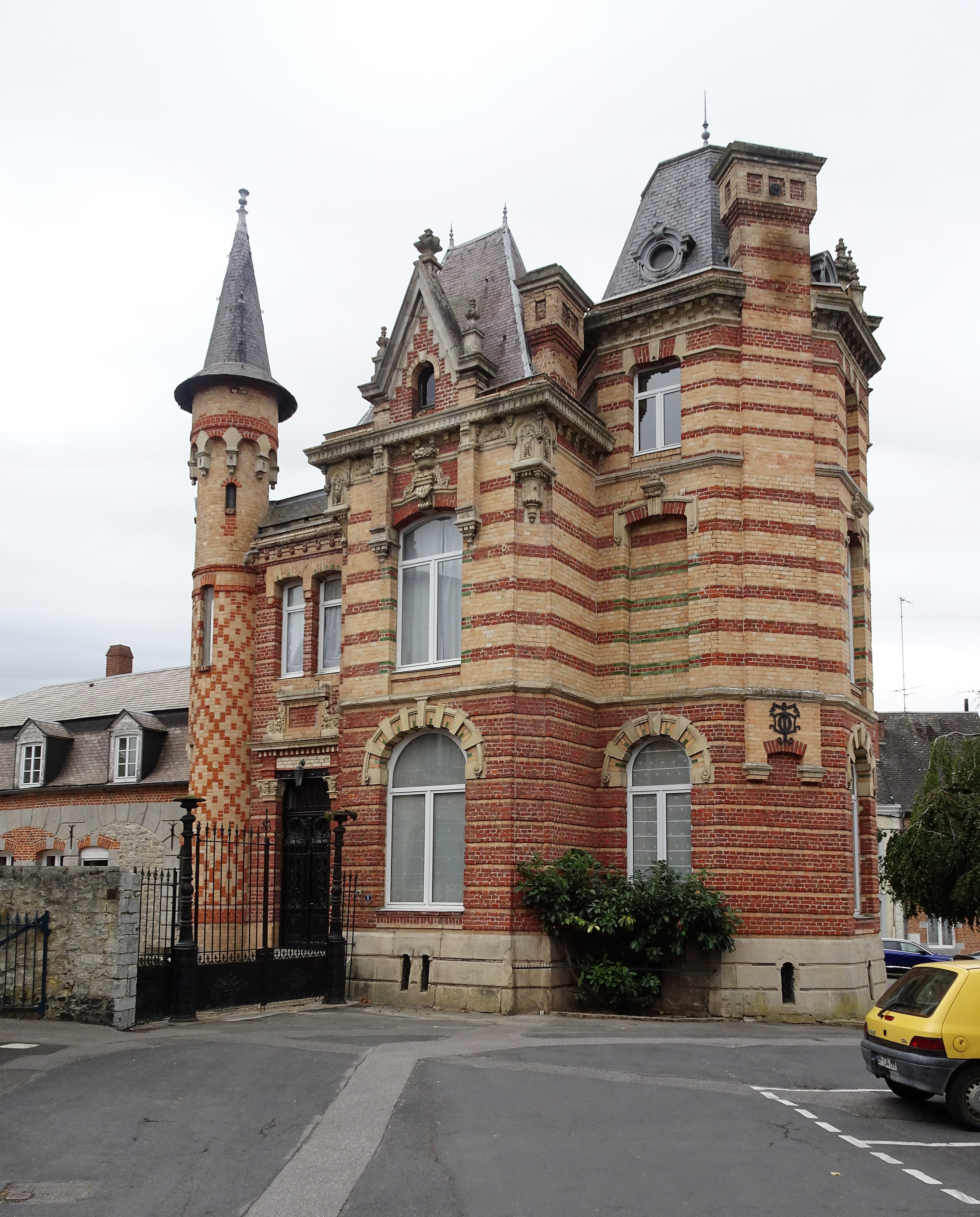
„Neues Schloss“
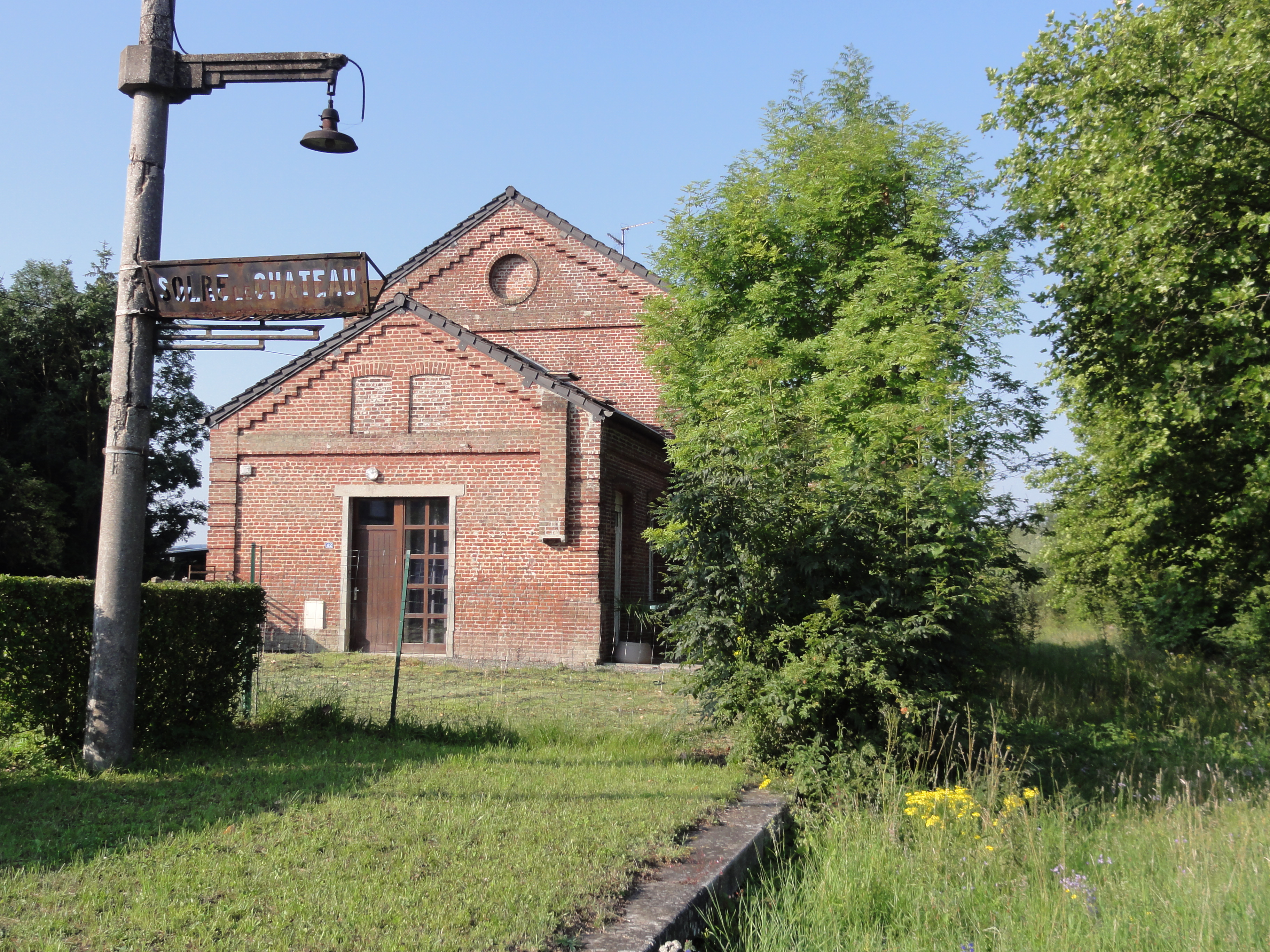
Ehemaliger Bahnhof

## Persönlichkeiten
- Pierre Montée (1836–1879),  Literaturwissenschaftler